# Kuňkaliště
Kuňkaliště (nazývané také Proskovické koupaliště) je malé venkovní koupaliště, které se nachází v Proskovicích, poblíž řeky Odry, v Ostravě v Moravskoslezském kraji. Koupaliště vzniklo úpravou hasičské nádrže a nabízí se jako vhodná klidná alternativa velkých plováren. Vstup je zpoplatněný.

## Další informace
Bazén má vnější rozměry 35 × 19 metrů a proměnlivou hloubku 0,9 až 1,9 metrů. Zdrojem vody pro bazén je městská studna. Koupaliště je vybaveno sociálním zařízením, hřišti, stánkem s občerstvením a půjčovnou. U Kuňkaliště je malé parkoviště a také kolem něho vede Naučná stezka Odra – Niva a cyklostezka.
Vedle koupaliště se nachází Proskovický mlýn z 1. poloviny 17. století a koupaliště se tedy nachází vedle potoka Mlýnský náhon v údolí pod kopcem Klínec.